# Geneviève Delattre
Geneviève Delattre (* 9. September 1920 in La Tronche, Département Isère; † 16. November 1993 in Santa Barbara, Kalifornien) war eine US-amerikanische Romanistin französischer Herkunft.

## Leben und Werk
Geneviève Delattre ging nach dem Zweiten Weltkrieg in die Vereinigten Staaten. Sie promovierte 1960 an der Columbia University mit der Arbeit Les opinions littéraires de Balzac (Paris 1961) und lehrte am Mount Holyoke College, sowie an der University of Colorado. 1964 ging sie mit ihrem Ehemann Pierre Delattre an die University of California at Santa Barbara und lehrte dort von 1972 bis 1986 als Hochschullehrerin. 1983 war sie Teacher of the Year.

In Santa Barbara trägt die „Pierre and Geneviève Delattre Memorial Library“ ihren Namen.